# Piła-Młyn (Skoki)
Piła-Młyn – część miasta Skoki, położona na południowy wschód od skockiej starówki, w rejonie ulicy Piła-Młyn przy kompleksie stawów.